# Восточные легионы
Восточные легионы (нем. Ostlegionen, также нем. Ostgruppen) — добровольческие воинские соединения, сформированные из числа военнопленных, призывников и добровольцев с оккупированных территорий СССР, которые сражались на стороне Германии в ходе Второй мировой войны.
Под Восточными легионами зачастую понимают довольно разные добровольческие части вермахта и войск СС.
1. В узком смысле — это формирования вермахта, подчинявшиеся Штабу командования восточными легионами (нем. Kommando der Ostlegionen).
2. Помимо этого в вермахте существовали другие национальные части, некоторые тоже именовались легионами (например, в составе 162-й пехотной дивизии).
3. Ряд исследователей причисляет к легионам и формирования войск СС.
4. Часто к легионам причисляют и вспомогательные части. Кроме полевых батальонов, из всех советских военнопленных за время войны было сформировано большое количество строительных, железнодорожных, транспортных и прочих вспомогательных подразделений, обслуживавших германскую армию, но не принимавших непосредственного участия в боевых действиях. В их числе были 202 отдельные роты (111 туркестанских, 30 грузинских, 22 армянских, 21 азербайджанская, 15 волжско-татарских и 3 северокавказские), помимо них были также и подразделения, для которых систематический учёт не вёлся, а также отдельные воинские группы в составе немецких частей, и так называемые добровольные помощники — хиви (нем. Hilfswillige)). Численность Восточных легионов западные историки оценивают в 110[1]—150 тыс. человек[2].

## Основы появления
Идея использовать против СССР 17 миллионов советских мусульман появилась у нацистского руководства ещё до войны. К началу Великой Отечественной войны в Германии не было определенной политики по отношению к национальным меньшинствам СССР. Разные ведомства предлагали разные, порой противоположные решения. Так МИД и Восточное министерство (Розенберг) предлагали различные планы привлечения нац. меньшинств СССР к участию в военных действиях. Уже в ходе войны военнослужащие Восточных легионов участвовали не только в боевых операциях, но и были задействованы на подсобных армейских работах, на таможне, фактически заменяя немецкий персонал.

## Состав
Согласно англо-американским и германским категориям, термин Восточные Легионы обычно включает в себя:
- Армянский легион — 11 батальонов (по разным оценкам: 11 600[5], 18 000[6], 20 000[7], 30 000[8] человек)
- Азербайджанский легион — 14 батальонов (до 40 000 человек)[7]
- Северокавказский легион — 5 батальонов (включая Sonderverband Bergmann) (около 5000 человек)
- Грузинский легион — 14 батальонов (25 000 человек)[7]
- Эстонский легион — (11 000 человек)
- Латышский легион (110 000 человек)
- Туркестанский легион — 34 батальона (450, 452, 781, 782, 783, 784, 785, 786, 787, 788, 789, 790, 791, 792, … ???) (11 000 человек)
- Волжско-татарский легион — 8 батальонов (825—834) (13 000 человек)

Всего около 225—250 тысяч человек

## Восточные легионы вермахта

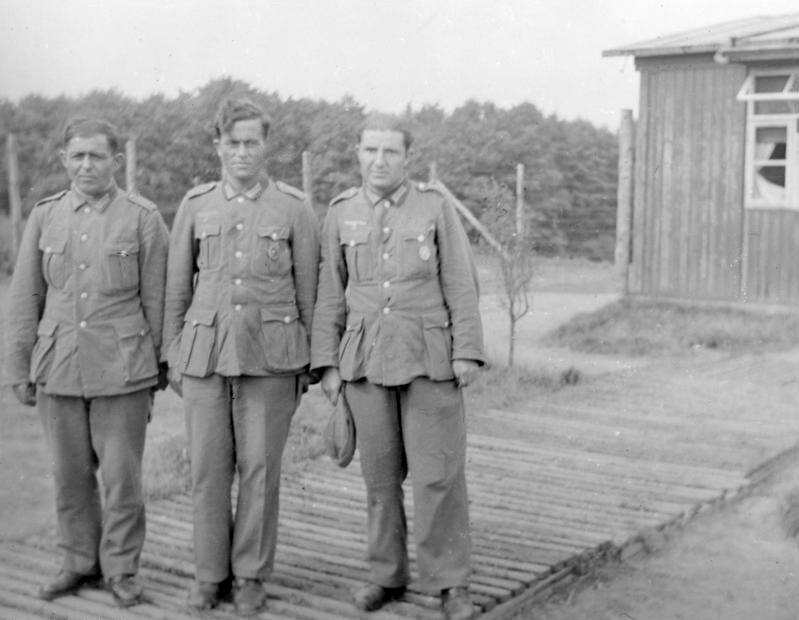
Армянские легионеры

Неудача блицкрига сподвигла руководство Рейха на большую гибкость; в ноябре — декабре 1941 г.
Гитлер одобрил формирование в 162-й дивизии четырех национальных легионов — Туркестанского, Грузинского,
Армянского и Кавказско-магометанского, а 15 апреля 1942 г. лично разрешил использовать казаков и кавказцев в борьбе против партизан и на фронте в качестве «равноправных союзников». Согласно немецким инструкциям, завоевать расположение бойцов легионов следовало посредством «хорошего обращения», используя связующий их антибольшевистский настрой.
Такой их статус был закреплен первым «Положением о местных вспомогательных формированиях на Востоке», изданным в августе 1942. В этом документе представители тюркских народностей и казаки
выделялись в отдельную категорию «равноправных союзников, сражающихся плечом к плечу с германскими солдатами против большевизма в составе особых боевых частей», таких как туркестанские батальоны, казачьи части и крымскотатарские формирования. И это в то время, когда представители славянских и даже балтийских народов должны были использоваться лишь в составе антипартизанских, охранных, транспортных и хозяйственных частей вермахта.
О численности представителей тюркских и кавказских народов в рядах германской армии в 1941—1945 гг. дают представление следующие цифры: казахи, узбеки, туркмены и другие народности Средней Азии — около 70 тыс., азербайджанцы — до 40 тыс., северокавказцы — до 30 тыс., грузины — 25 тыс., армяне — 20 тыс., волжские татары — 12, 5 тыс., крымские татары — 10 тыс., калмыки — 7 тыс.
Итого примерно 210 тыс. человек, что составляло почти четверть от общего числа представителей народов СССР, служивших в вермахте, войсках СС (1, 2 млн.).
Однако первой из созданных в составе вермахта тюркских частей стал так называемый «Туркестанский полк» (позднее переименованный в 811-й пехотный батальон), сформированный в соответствии с приказом генерал-квартирмейстера Генерального штаба сухопутных войск Э. Вагнера от 15 ноября 1941 г. при 444-й охранной дивизии. Он состоял из четырех рот под командованием немецких офицеров и фельдфебелей и уже зимой 1941/42 г, нес охранную службу на территории Северной Таврии.
В январе — феврале 1942 г., когда на территории Польши германское командование создало штабы и учебные лагеря четырех легионов — Туркестанского (в Легионове), Кавказско-магометанского, Грузинского (в Крушне) и Армянского (в Пулаве), общее руководство формированием и обучением национальных легионов осуществлял Штаб подготовки восточных легионов (нем. Aufstellungsstab der Ostlegionen), который 23 января 1943 г. был переименован в Штаб командования восточными легионами (нем. Kommando der Ostlegionen). Зимой — — весной 1942 г. этот штаб располагался в Рембертове, а летом был переведен в Радом. Командующим восточными легионами в Польше был назначен полковник Р. фон Гейгендорф. Первоначально он обладал правами полкового, а с 1943 г. — дивизионного командира. В своих действиях по организации и подготовке восточных легионов полковник Гейгендорф руководствовался Директивой для формирования восточных легионов, которую 24 апреля 1942 года издал начальник общего управления командования армии резерва генерал от инфантерии Ф. Ольбрихт.

Азербайджанские легионеры

Туркестанский легион объединял в своих рядах представителей различных народов Средней Азии — узбеков, казахов, киргизов, туркмен, каракалпаков, таджиков. Грузинский легион, помимо грузин, включал осетин, абхазов, адыгейцев, черкесов, кабардинцев, балкарцев и карачаевцев, а Кавказско-магометанский, помимо азербайджанцев — дагестанцев, ингушей и чеченцев. Лишь Армянский легион имел однородный национальный состав. 2 августа 1942 г. Кавказско-магометанский легион был переименован в Азербайджанский, и из его состава, как и из состава Грузинского легиона, были выделены представители различных горских народов, объединенные в Северокавказский легион со штабом в Весоле. Кроме того, в Едлино 15 августа 1942 г. был образован Волжско-татарский легион, собравший в своих рядах поволжских татар, башкир, говоривших по-татарски марийцев, мордву, чувашей и удмуртов.
К концу 1942 г. из Польши на фронт была отправлена «первая волна» полевых батальонов восточных легионов, в том числе 6 туркестанских (450, 452-й, с 781-го по 784-й), 2 азербайджанских (804-й и 805-й), 3 северокавказских (800, 801 и 802-й), 2 грузинских (795-й и 796-й) и 2 армянских (808-й и 809-й). В начале 1943 г. за ней последовала «вторая волна» — 5 туркестанских (с 785-го по 789-й) 4 азербайджанских (806, 807, 817 и 818-й), 1 северокавказский (803-й) 4 грузинских (с 797-го по 799-й, 822-й), 3 армянских (810, 812 и 813-й) и 3 волжско-татарских (825, 826 и 827-й), а во второй половине 1943 г. — «третья волна» — 3 туркестанских (790, 791 и 792-й), 2 азербайджанских (819-й и 820-й), 3 северокавказских (835, 836 и 837-й), 2 грузинских (823-й и 824-й), 3 армянских (814, 815 и 816-й) и 4 волжско-татарских (с 828-го по 831-й).
Каждый полевой батальон имел в своем составе 3 стрелковые, пулеметную и штабную роты по 130—200 человек в каждой; в стрелковой роте — 3 стрелковых и пулеметный взводы, в штабной — взводы противотанковый, минометный, саперный и связи. Общая численность батальона составляла 800—1000 солдат и офицеров, в том числе до 60 человек германского кадрового персонала (нем. Rahmenpersonal): 4 офицера, 1 чиновник, 32 унтер-офицера и 23 рядовых. У немецких командиров батальонов и рот были заместители из числа представителей той или иной национальности. Командный состав ниже ротного звена был исключительно национальным. На вооружении батальона имелись 3 противотанковые пушки (45-мм), 15 легких и тяжелых минометов, 52 ручных и станковых пулемета, винтовки и автоматы. Оружие предоставлялось со складов трофейного советского вооружения.

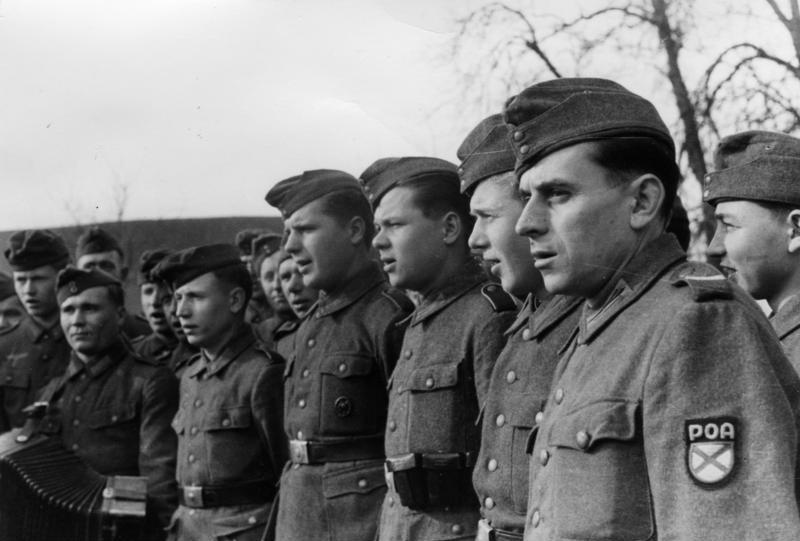
Русские легионеры

29 сентября 1943 года Гитлер отдал распоряжение о переводе всех восточных легионов с Восточного фронта в Западную Европу: после отступления немцев с Северного Кавказа и из южной России он не считал эти части достаточно надежными для борьбы с Красной армией. А уже 2 октября это распоряжение нашло своё отражение в приказе германского Генштаба за № 10570/43, согласно которому, во Францию переводились все структуры Командования восточными легионами, подготовительные лагеря и часть батальонов. Из всех легионов лишь Азербайджанский отказался от переноса на западный фронт, так как его первоначальной целью была война за Азербайджан и против большевизма в частности. Передислокация легионов была в основном завершена в первой половине ноября 1943 года. В результате на 21 ноября во Франции, кроме штаба командования, находились все 6 легионов, офицерская школа и школа переводчиков.
Общая численность легионеров составляла 10 500 человек. Штаб-квартирой командования был избран г. Нанси (восточная Франция).
1 февраля 1944 года во Франции произошла новая реорганизация местных «восточных» добровольческих формирований, которая имела целью усилить контроль над ними и добиться их максимальной боеспособности. Так, все восточные легионы были переформированы в запасные батальоны. Эти батальоны были переведены в южную Францию и размещены в г. Кастр (грузинский, туркестанский и северокавказский) и г. Манд (армянский, азербайджанский и волжско-татарский).
Здесь они были соответственно объединены в 1-й и 2-й Кадровые добровольческие (восточные) полки, составившие вместе с русскими, украинскими и казачьими частями Кадровую добровольческую (восточную) дивизию (Freiwilligen-(Ost)-Stamm-Division) со штабом в Лионе. На 1 июня 1944 г. дивизия имела следующую структуру:
- Штаб дивизии;
- Офицерская школа для «восточных» добровольческих формирований;
- 1-й Кадровый добровольческий (восточный) полк (грузины, туркестанцы и северокавказцы);
- 2-й Кадровый добровольческий (восточный) полк (армяне, азербайджанцы и поволжские татары);
- 3-й Кадровый добровольческий (восточный) полк (русские);
- 4-й Кадровый добровольческий (восточный) полк (украинцы);
- 5-й Кадровый добровольческий (восточный) полк (казаки).

Первоначально командиром дивизии был назначен полковник Хольсте, которого в конце марта 1944 г. сменил генерал-майор Хеннинг. В конце июня 1944 г. это соединение как не оправдавшее надежд немецкого командования было расформировано, а его кадры пошли на укомплектование отдельных добровольческих частей.
Другие батальоны, не вошедшие в Кадровую дивизию, несли службу по охране «Атлантического вала» на побережье Франции, Бельгии и Нидерландов (795, 797, 798, 822 и 823-й грузинские, 800, 803 и 835-й северокавказские, 781-й и 787-й туркестанские, 809, 812 и 813-й армянские) либо действовали в центральных районах Франции против партизан (799,1/9, II/4-й грузинские и 829-й волжско-татарский).
В борьбе против союзнических англо-американских войск большинство из этих батальонов из-за их плохого вооружения и неудовлетворительных морально-боевых качеств оказались не в состоянии противостоять превосходящему во всех отношениях противнику. Одни батальоны (например, 795-й грузинский и 809-й армянский) были уничтожены или развалились под ударами войск союзников, другие (798-й и 823-й грузинские, 800-й северокавказский) оказались блокированными в «крепостях» атлантического побережья, третьи (797-й грузинский, 826-й и 827-й волжско-татарские) были разоружены немцами из-за нежелания их солдат идти в бой и многочисленных случаев дезертирства. Личный состав батальонов нередко допускал и другие нарушения. Так, сохранилось донесения взвода полевой жандармерии об аресте легионеров — одного за неаккуратное ношение формы («поясной ремень в руке, головной убор в кармане, китель полностью расстёгнут»), другого — за «враждебные политические высказывания».
Остатки разбросанных на Западном фронте батальонов были собраны на учебном полигоне Нойхаммер (Силезия). Здесь на основе лучших кадров Грузинского, Армянского и Северокавказского легионов зимой 1944—1945 гг. было сформировано 12-е Кавказское истребительно-противотанковое соединение (нем. Kaukasischen Panzerjagdverbdnd № 12). Весной 1945 г. оно действовало на Одерском фронте.
Впоследствии это формирование с помощью генерала добровольческих соединений генерала Э. Кестринга было снято с Восточного фронта и переброшено в Данию, но 2 роты участвовало в обороне Берлина. Остальной, менее боеспособный контингент этих легионов был переформирован во вспомогательные части, которые до конца войны использовались на фортификационных и других подобных работах.
Некоторые части Восточного легиона были задействованы в составе 243-й и 709-й пехотных дивизий во внутренних областях Нормандии во время проведения операции «Оверлорд» (в частности «Юта», «Юно» и «Сворд»).

## Легионы в составе 162-й дивизии

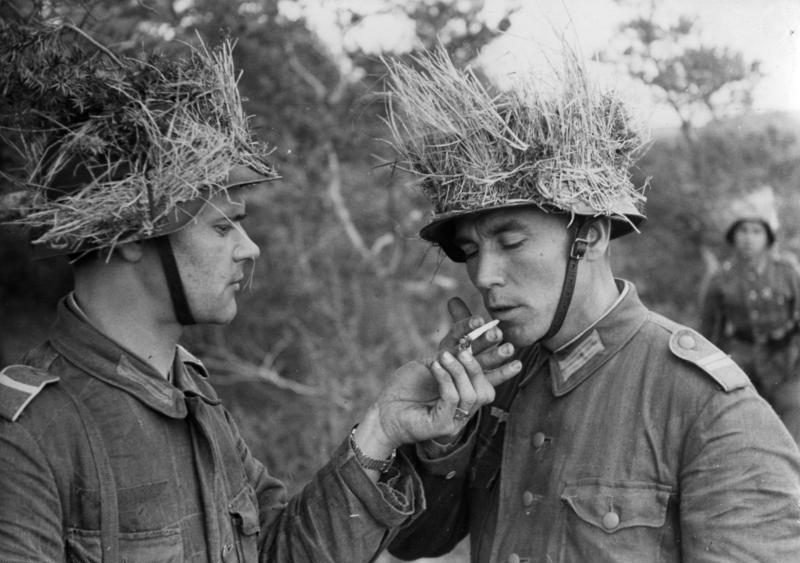
Татарские легионеры

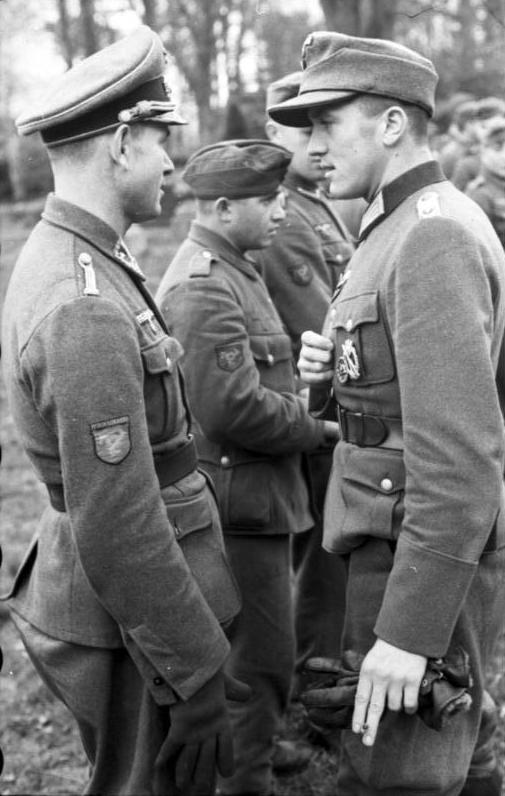
Северокавказские легионеры

Легионы, формировавшиеся в Польше, не были единственными. После зимних боев 1941—1942 гг. из состава группы армий «Центр» на Украину была выведена 162-я пехотная дивизия вермахта. Согласно приказу ОКВ, её предстояло преобразовать в ещё один учебный центр по подготовке восточных формирований, с теми же целями и задачами, что и в Польше.
Новые центры с учебными лагерями были развернуты на территории Полтавской области: в Ромнах — Туркестанский; в Прилуках — Азербайджанский, в Гадяче — Грузинский, в Лохвице — Армянский и в Миргороде — Северокавказский легионы. Волжско-татарский легион в составе 162 дивизии планировался, но так и не был сформирован.
В Миргороде также находился и штаб формирования легионов, который официально назывался Штаб подготовки и обучения иностранных добровольческих формирований из советских военнопленных нем. (Aufstellungs — und Ausbildungsstab fur ausldndische  Freiwilligen — Verbande aus sowjetrussischen kriegsgefangenen). Начальником штаба был назначен полковник (с 6 сентября 1942 г. — генерал-майор) Оскар Риттер фон Нидермайер, который до лета 1941 г. был уполномоченным офицером абвера при Особом штабе «Ф».
Численность и структура батальонов, сформированных на Украине, практически не отличались от батальонов, сформированных в Польше. Единственным исключением было соотношение немецкого и национального кадрового персонала. Если в Польше немцев было не более 60, то здесь их должно было быть не более 37 человек: 4 офицера, 1 военный чиновник, 7 зондерфюреров, 15 унтер-офицеров и 10 рядовых.
У батальонов, сформированных на Украине, была и другая номенклатура. Они имели двойную нумерацию, в которой первая римская цифра означала порядковый номер батальона, а вторая, арабская, — номер дивизии, предоставившей кадровый персонал. Таким образом, до мая 1943 г. на Украине удалось сформировать 25 полевых батальонов: 12 туркестанских (I/29, I/44, I/76, I/94, I/100, I/295, I/297, I/305, I/370, I/371, I/384 и I/389-й), 6 азербайджанских (I/4, I/73, I/97,I/101,I/111 и II/73-й), 4 грузинских (I/1,I/9, II/4 и II/198-й) и 3 армянских (I/125, I/198 и II/9-й), а также 2 усиленных северокавказских полубатальона (842-й и 843-й), 7 строительных и 2 запасных батальона, общей численностью более 30 тыс. человек. Кроме того, в стадии формирования находились еще 8 полевых батальонов: 4 туркестанских (I/71, I/79, I/376 и I/113-й), 1 азербайджанский (I/50-й), 2 грузинских (II/125 и III/9-й) и 1 армянский (III/73-й).
Дивизия имела двухполковую организацию (303-й туркестанский и 314-й азербайджанский пехотные полки, артиллерийский полк, кавалерийский дивизион, тыловые части и подразделения) и комплектовалась по принципу 1:1, то есть на 50 процентов — немецким личным составом (главным образом — фольксдойче). 162-я дивизия в сентябре 1943 г. была отправлена в Словению, а затем — в Италию, где до самого конца войны использовалась на охранной службе и в борьбе с партизанами, однако при этом дважды направлялась на фронт и участвовала в боевых действиях против англо-американских войск. Возглавлявший дивизию фон Нидермайер спустя некоторое время был снят со своего поста под предлогом отсутствия необходимого боевого опыта и заменен генерал-майором Р. фон Хайгендорфом.

## Батальон специального назначения «Горец (Бергманн)»
Организацией и подготовкой добровольческих формирований на территории СССР, занималась и военная разведка вермахта — абвер. В частности, её вторым отделом, отвечавшим за диверсии и саботаж, было сформировано соединение особого назначения «Горец» (нем. Sonderverband «Bergmann»).

## Крымские формирования
В Крыму с ноября 1941 года командование 11 армии вермахта и органы СД проводили активную вербовку татарского населения. Способные к военной службе татары на добровольной основе включались в состав действующей армии, пополняя ряды ослабленных пехотных полков в качестве хиви. До декабря 1941 этот процесс шел стихийно. С января по март 1942 г. под организованным руководством айнзатцгруппы «Д» проводилось формирование татарских рот самообороны по 100 человек в каждой для использования в борьбе с партизанами. Командовали ротами немецкие офицеры. В боевых действиях использовались наиболее обученные и подготовленные роты (например, 8 Бахчисарайская и 9 Коушская). До 29 января вермахт получил в своё распоряжение 8684 военнослужащих, 1632 из которых были включены в состав 14 рот самообороны, дислоцировавшихся в Карасубазаре, Бахчисарае, Симферополе, Ялте, Алуште, Судаке, Старом Крыму и Евпатории, а остальные составили активный резерв и применялись для несения караульной службы на военных или гражданских объектах: складах, железнодорожных станциях, административных учреждениях и т. п. С июля 1942 года на основе созданных рот развертывались полицейские батальоны (нем. Schutzmannschaft-Bataillonen). К ноябрю было сформировано 8 батальонов крымских татар (номера со 147-го по 154-й). Весной 1943 года к ним прибавился еще один батальон, а несколько батальонов и хозяйственных рот находились в стадии формирования. В организационном и оперативном отношении эти части были подчинены начальнику СС и полиции генерального комиссариата «Таврида». 
При этом состав батальонов не был чисто татарским: в их рядах служило много русских и украинцев, а также армяне, крымские немцы, болгары и даже эстонцы. Батальонами и ротами командовали бывшие командиры Красной Армии (большей частью нетатарского происхождения), в то время как германский кадровый персонал был представлен офицером связи и 8 унтер-офицерами в качестве инструкторов.
Несколько более высокие требования предъявлялись к татарским батальонам «Шума», в которые к ноябрю 1942 г. были переформированы все татарские роты самообороны. Было сформировано 8 батальонов «Шума», расквартированных в следующих населенных пунктах:
- Симферополе — батальоны «Шума» № 147 и 154;
- Карасубазаре — батальон «Шума» № 148;
- Бахчисарае — батальон «Шума» № 149;
- Ялте — батальон «Шума» № 150; [156]
- Алуште — батальон «Шума» № 151;
- Джанкое — батальон «Шума» № 152;
- Феодосии — батальон «Шума» № 153.

По штату каждый батальон должен был состоять из штаба и 4 рот (по 124 чел. в каждой), а каждая рота — из 1 пулеметного и 3 пехотных взводов. Штатная численность батальона в 501 человек на практике зачастую доходила до 700. Как правило, батальоном командовал местный доброволец из числа бывших офицеров Красной Армии, однако в каждом из них было 9 человек немецкого кадрового персонала: 1 офицер связи и 8 унтер-офицеров.
Предполагалось, что при необходимости эти батальоны можно будет отправить и на фронт. В самом же Крыму каждый из этих батальонов имел собственный оперативный район, например: Аргин — Баксан — Барабановка, Сартана — Куртлук, Камышлы — Бешуй — батальон № 148; Кокоши — Коуш — Мангуш — батальон № 149; Корбек — Улу-Узень — Демерджи — батальон № 151. Здесь они несли охрану военных и гражданских объектов, вместе с частями вермахта и немецкой полиции принимали активное участие в поиске партизан. Так, по сводкам немецкого Крымского штаба по борьбе с партизанами, с 9 ноября по 27 декабря 1942 года батальоны № 148, 149 и 150, действовавшие в районах Демерджи и Карасубазара, участвовали в 6 крупных акциях против партизан.
После отступления немцев с Кавказа и блокирования крымской группировки врага в крымскотатарских частях начался процесс разложения и участились случаи перехода на сторону партизан, наиболее значительным из которых стал переход 152-го батальона под командованием майора Раимова. Особенно массовый приток татар в партизанские отряды начался осенью 1943 года. Например, к декабрю перешли 406 человек, из которых 219 служили до этого в различных полицейских формированиях.

## Другие части
К Восточным добровольческим частям (легионам) в германской армии также принято относить:
- Калмыцкое соединение вермахта
- Арабский легион «Свободная Арабия», см. Амин аль-Хусейни
- Индийский легион (см. также: Бос, Субхас Чандра)